# Le Portrait de Petit Cossette
Le Portrait de Petit Cossette (яп. コゼットの肖像, латиніз.: Cossette no Shouzou) — японське аніме режисера Шінбо Акіюкі, 3-серійний OVA-серіал, було спродюсований студією Aniplex та створений Daume. Це містична історія у стилі готичного фентезі з елементами психологічного горору та саспенсу, що має сюрреалістичний відеоряд і музику Каджюрі Юкі. У 2004 році аніме було адаптовано Кацурою Асукою в два томи манґи.
Режисер Шінбо Акіюкі називав цей твір прародителем «Mahou Shoujo Madoka Magica».
Початковий заголовок аніме "Le Portrait de Petit Cossette"  — граматично неправильний; правильно буде "Le Portrait de Petite Cossette". Північноамериканське DVD видання виправило назву.

## Сюжет
Сюжет починається історією про талановитого японського художника Ейрі Курахасі, що паралельно навчанню в коледжі підробляє, продаючи антикваріат в магазині свого улюбленого дядечка, який мандрує по усій Європі і поставляє звідти найрізноманітнішу старовину. Розглядаючи чергове його придбання — французький антикварний сервант XVIII століття з скляними виробами, Ейрі натрапляє на незвичайний кольоровий келих. Коли ж хлопець торкається його, перед ним постає дивне видіння красивої білявої готичної дівчинки в старовинній сукні, духу трагічно загиблої 250 років тому юної Козетти, доньки знатного дворянського роду Д'оверньє. Трохи пізніше в серванті з'являється і портрет Козетти, що належить пензлю Марчелло Орландо, який написав безліч портретів дівчинки і таємничо зник відразу після її смерті. Ейрі охоплює божевільна пристрасть до цієї видимої лише йому одному готичної Лоліти, з якою він, здається, знайомий вже дуже і дуже давно. Окрім того, манера його малюнків дуже нагадує картини покійного Марчелло Орландо.

### Сейю
- Іное Маріна,
- Сайґа Мітсукі,
- Хаяма Ікумі,
- Тоґуічі Меґумі
- Венді Лі
- Джонні Йонг Бош

## Медіа

### OVA
| Том | Дата виходу    |
| --- | -------------- |
| 1   | 26 травня 2004 |
| 2   | 28 липня 2004  |
| 3   | 22 грудня2004  |

### Манґа
«Le Portrait de Petit Cossette» виходила серіалом у журналі Monthly Magazine Z. Видавництво Kodansha зібрало глави у два томи танкобон і опублікувало їх з 11 серпня 2004 року по 21 грудня 2004 року.
Tokyopop отримало ліцензію на англомовне видання Le Portrait de Petit Cossette для Північної Америки та випустило томи з липня 2006 по листопад 2006 року. Серія також ліцензована у Франції видавництвом Asuka Comics.
| №  | Японською      | Японською              | Англійською      | Англійською            |
| №  | Дата виходу    | ISBN                   | Дата виходу      | ISBN                   |
| -- | -------------- | ---------------------- | ---------------- | ---------------------- |
| 01 | 11 серпня 2004 | ISBN 978-4-06-349183-8 | 11 липня 2006    | ISBN 978-1-59816-530-2 |
| 02 | 21 грудня 2004 | ISBN 978-4-06-349191-3 | 7 листопада 2006 | ISBN 978-1-59816-531-9 |

## Сприйняття
Терон Мартин для Anime News Network описав аніме як «мистецьку, стильну надприродну історію жахів про кохання та одержимість. Його драматичні візуальні ефекти, виняткове стиль та розкішне музичне оформлення перетворюють перегляд на справжній досвід, і історія також непогана». Однак він зазначив, що сюжет перших двох епізодів був «досить передбачуваним», а другорядні персонажі були «недорозвиненими та недостатньо використаними».
Рецензенти Mania Entertainment похвалили його як «історію кохання, яка майже позбавлена щастя, зі стилем і поданням, які роблять її захоплюючою, але все ж не зовсім легкою для перегляду» та «легкою рекомендацією для тих, хто шукає чогось більш зрілого від аніме».